# Arthur Dickinson
Arthur Joshua Dickinson (* 4. Quartal 1851 in Sheffield; † 4. November 1930 in London) war Trainer und Geschäftsführer von Sheffield Wednesday.

## Karriere
Dickinson wurde 1891 der erste Trainer von Sheffield Wednesday. Er hat von allen Trainern des Vereins die beste Bilanz aufzuweisen. In 919 Spielen gab es unter Dickinson 393 Siege, 338 Niederlagen und 188 Unentschieden. Mit 29 Jahren durchgehender Amtszeit weist er zugleich die längste Zeit als Sheffieldtrainer auf. Mit Sheffield gelangen ihm zweimal die Meisterschaft und zweimal der Gewinn des FA Cups. In der Saison 1919/20 gab er aufgrund der schlechten Platzierung seiner Mannschaft seinen sofortigen Rücktritt bekannt, jedoch konnte er überzeugt werden, die Mannschaft bis zum Ende der Saison zu trainieren. Sheffield beendete die Saison als 22. mit einem Abstand von 13 Punkten auf den 21. Platz. Dieses Resultat bedeutete den Abstieg in die Football League Second Division. Erst in der Saison 1925/26 gelang unter Robert Brown der Wiederaufstieg. Dickinson verstarb am 4. November 1930 im Londoner Euston Hotel am Vorabend eines Treffens von Ligafunktionären.
| Personendaten    | Personendaten                                 |
| ---------------- | --------------------------------------------- |
| NAME             | Dickinson, Arthur                             |
| ALTERNATIVNAMEN  | Dickinson, Arthur Joshua (vollständiger Name) |
| KURZBESCHREIBUNG | englischer Fußballtrainer                     |
| GEBURTSDATUM     | zwischen Oktober 1851 und Dezember 1851       |
| GEBURTSORT       | Sheffield                                     |
| STERBEDATUM      | 4. November 1930                              |
| STERBEORT        | London                                        |